# Brooke Wilkins
Brooke Wilkins (nacida el 6 de junio de 1974 en Sídney) es una jugadora de Sóftbol de Australia, que ganó una medalla de bronce en los Juegos Olímpicos de Atlanta 1996 y los Juegos Olímpicos de Sídney 2000 y una medalla de plata en los Juegos Olímpicos de Atenas 2004. Es lanzadora del equipo nacional. 
Wilkins asistió a la Universidad de Hawái en 1994 y 1995, pero no regresó a la escuela después de ganar el bronce en Atlanta.